# Сятракасы (Тораевское сельское поселение)
Сятракасы́ (чув. Ҫатракасси) — деревня в Моргаушском районе Чувашской Республики. Входит в состав Тораевского сельского поселения.

## География
Находится в северо-западной части Чувашии, на расстоянии приблизительно 14 км на запад по прямой от районного центра села Моргауши.

## История
Известна с 1858 года как выселок села Тораево, когда здесь было 93 жителя. В 1906 — 31 двор и 144 жителя, в 1926 — 43 двора и 227 жителей, в 1939 — 190 жителей, в 1979 — 169. В 2002 году было 42 двора, в 2010 — 36 домохозяйств. В 1930 году был образован колхоз «Хлебороб», действовал СХПК им. Суворова.

## Население
Постоянное население составляло 119 человек (чуваши 98 %) в 2002 году, 104 — в 2010.